# His Own People
His Own People er en amerikansk stumfilm fra 1917 af William P. S. Earle.

## Medvirkende
- Harry T. Morey som Hugh O'Donnell.
- Gladys Leslie som Molly Conway.
- Arthur Donaldson som Shamus Reilly.
- William R. Dunn som Percival Cheltenham.
- Betty Blythe som Lady Mary Thorne.